# John P. Neelsen
John Peter Neelsen (* 21. Juni 1943 in Berlin) ist ein deutscher Soziologe und Hochschullehrer. 

## Leben
John P. Neelsen verbrachte nach seiner Reifeprüfung am Apostelgymnasium in Köln 1963 zunächst ein Studienjahr am Leibniz-Kolleg in Tübingen, das ein Studium Generale anbietet. Anschließend studierte er an der Eberhard-Karls-Universität Tübingen Gräzistik, Philosophie, Alte Geschichte, Indologie, Soziologie und Politikwissenschaft. In den Jahren von 1966 bis 1968 setzte er sein Studium an der Benares-Hindu-University und danach bis 1969 an der Universität Freiburg/Breisgau fort. Hier legte er 1969 die Magisterprüfung ab und arbeitete dann als wissenschaftlicher Assistent am Arnold-Bergstraesser-Institut in Freiburg. 1968/69 gehörte er dort zu den Gründungsmitgliedern des DFG-Sonderforschungsbereichs 16 „Südasien“ und war in dessen Dhanbad-Projekt tätig. Im Jahre 1973 promovierte er in Freiburg bei dem Politikwissenschaftler Dieter Oberndörfer. 1981 habilitierte er sich an der Universität Tübingen und lehrte dort seither als außerplanmäßiger Professor. Gastdozenturen führten ihn an verschiedene Universitäten in Deutschland, der Schweiz, Frankreich und Indien.

## Veröffentlichungen (Auswahl)
- Student unrest in India. A typology and a socio-structural analysis (= Materialien zu Entwicklung und Politik, Bd. 1). Weltforum-Verlag, München 1973 (Magisterarbeit Universität Freiburg/Br.).
- Schichtungsmodelle, Schichtungstheorien und die sozial-strukturelle Rolle von Erziehung. Eine theoretische Diskussion und eine empirische Fallstudie aus Indien (= Beiträge zur Südasienforschung, Bd. 36). Steiner, Wiesbaden 1976, ISBN 3-515-02638-X (Dissertation Universität Freiburg/Br.).
- (Hrsg.): Social inequality and political structures. Studies in class formations and interest articulation in an Indian coalfield and its rural hinterland. Manohar, New Delhi 1983.
- (Hrsg.): Gender, caste, and power in South Asia. Social status and mobility in a transitional society. Manohar, New Delhi 1991, ISBN 81-85425-44-2.
- (Übers.): Eric Toussaint: Profit oder Leben. Neoliberale Offensive und internationale Schuldenkrise. ISP, Köln 1999, ISBN 978-3-929008-47-0.
- (Übers.): Christophe Aguiton: Was bewegt die Kritiker der Globalisierung? Von Attac zu Via Campesina. ISP, Köln 2002, ISBN 978-3-89900-103-7.
- (Hrsg., mit Dipak Malik): Crisis of state and nation. South Asian states between nation-building and fragmentation. Manohar, New Delhi 2007, ISBN 978-81-7304-731-2.

Außerdem veröffentlichte Neelsen zahlreiche Fachaufsätze, von denen sich zahlreiche Arbeiten mit Südasien, insbesondere Indien und Sri Lanka und mit den Problemen der Globalisierung und der Hegemonie der westliche Welt beschäftigen.